# Neobrachypterus nitidus
Neobrachypterus nitidus är en skalbaggsart som beskrevs av Josef Jelínek 1979. Neobrachypterus nitidus ingår i släktet Neobrachypterus och familjen kullerglansbaggar. Inga underarter finns listade i Catalogue of Life.